# 九三式/百式火焰喷射器

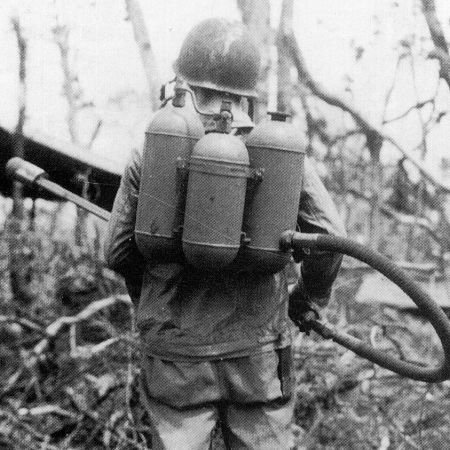
百式火焰喷射器

九三式火焰喷射器以及百式火焰喷射器是大日本帝國陸軍以及大日本帝國海軍海军陆战队（SNLF）在第二次中日戰爭以及二战中使用的火焰喷射器。

## 历史与发展
一战期间，驻扎在欧洲的日本军事观察员注意到了火焰喷射器在堑壕战中的突出效果，特别是攻击战地工事、碉堡、火力点以及类似的带有防护的炮台时，效果尤其明顯。而这些防御工事在1904-1905年的日俄战争中的旅順會戰中给日本人留下过相当痛苦的记忆。
九三式火焰喷射器的设计极大地参考了欧洲的火焰喷射器，它于1933年正式服役。在满洲国，它被用来对付装备低劣的中华民国國民革命軍以及当地的军阀武装，並给他们带来了相当大的心理震慑。但是，九三式火焰喷射器点火系统中的经加热过的导线存在问题，在寒冷环境下其可靠性难以保证。于是，到了1940年，日本人又重新设计出了新型号，并将其命名为百式火焰喷射器。在二战期间，这两种火焰喷射器都存在于服役序列里。

## 设计
九三式及百式火焰喷射器的相同点是都有燃料罐、燃料管以及喷枪。二者间存在的唯一差别就是百式火焰喷射器的喷枪经过了改进。燃料单元中包括三个规格一样的圆柱体罐子，高度均为38cm，直径均为15cm。其中两个燃料罐位于两侧，中间的是氮气压力罐。燃料罐的总容积为12.3升。燃料由汽油和焦油混合而成。气压由一个人工操作的针形阀门控制，该阀门位于其中一个燃料罐顶端。这一套罐子被带子固定在使用者背后，它看上去就像一个步兵背包。
火焰喷射器的燃料管长度为114cm（45英寸），由加强橡胶制成，首尾两端都有黄铜配件。而火焰喷枪则是一根3到4英尺长的直径为25mm的管子，在这根管子和燃料管相连的部分附近有一个控制燃料喷射用的握柄。在另一端则装有一个长为6mm的喷嘴以及一个点火装置。
百式火焰喷射器的燃料的点火方式：喷嘴处的点火装置中有一个转轮（类似左轮手枪的转轮），它装有10发空包彈。燃料喷射握柄在打开燃料喷射阀门的同时打出一发空包弹，燃料随之被点燃。而握柄在回到与喷枪管平行的关闭状态后，燃料随之停止流动，转轮式弹匣则再次转动，下一发空包弹进入待击发位置。火焰喷射器的持续喷射时间为10到12秒，最远射程为22至27米。九三式和百式的最远射程、最长喷射时间、燃料罐容量以及重量（26公斤）均一致。此外，九三式的喷枪长度为120cm，百式的则为90cm；九三式的喷枪重量为4.5公斤，百式的是4公斤；九三式的喷嘴顶端为固定式，百式的是可拆卸式；九三式点火用的空包弹的口径为11.1mm，百式的则是12.3mm。

## 作战记录

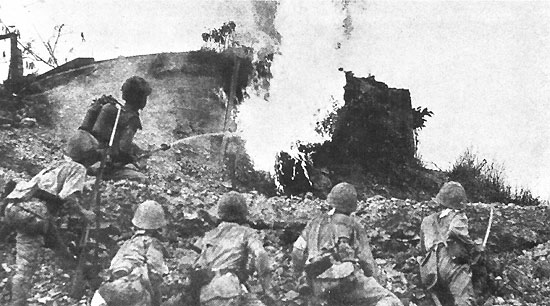
1942年巴丹半島戰役中的日軍正在使用九三式火焰喷射器

这些火焰喷射器被分配给每个日军步兵师中的工兵团。一个典型的日军工兵团通常装备有6-20具火焰喷射器，这些火焰喷射器被指派给一个火焰喷射器连使用。百式火焰喷射器主要被用于太平洋战争早期的荷蘭東印度群島、缅甸以及菲律賓戰場。在1942年的巴邻旁战役（Battle of Palembang）中，装备有百式火焰喷射器的日军伞兵参加了战斗。到了战争后期，由于日军处于守势，基本没有机会攻击盟軍的防禦工事，因此火焰喷射器在日本人手里也基本用不上了。在战争末期，日军曾试图将百式火焰喷射器作为一种反坦克武器，這樣做的很大原因就是他们缺乏反坦克枪以及反坦克炮，不過日本這一做法也收获过一点成功。

## 流行文化

### 電子遊戲
- 《應徵入伍》